# Orgelpijpcactus
De orgelpijpcactus (Stenocereus thurberi) is een cactus.
De cactus komt van oorsprong uit Mexico en de Verenigde Staten en wordt voornamelijk aangetroffen in rotsachtig woestijngebied. Het Organ Pipe Cactus National Monument is genoemd naar de cactus.
Er worden twee ondersoorten onderscheiden. Stenocereus thurberi subsp. thurberi is  groter en komt voor in Zuid-Arizona, het vasteland van Mexico en het noorden van Baja California. De andere ondersoort is de kleinere Stenocereus thurberi subsp. littoralis. Deze komt alleen voor in het het zuiden van Baja California.